# 중화인민공화국의 인권
중화인민공화국의 인권은 주기적으로 유엔 인권이사회의 감시를 받으며, 이때 중화인민공화국의 정부와 타국 정부, 그리고 여러 인권 단체들의 입장이 충돌하는 경우가 매우 잦다. 중화인민공화국 정부와 그 추종자들은 이미 자국의 법과 정책들이 인권을 대단히 잘 지키고 있으며, 타국이 이에 간섭하는 것은 내정간섭이라고 주장한다. 허나 미국 국무부, 캐나다 외교부, 엠네스티와 같은 국제 NGO들은 중국 본토에서 정부 차원으로 공권력을 남용하고 인권을 탄압하고 있다고 주장하고 있다. 2012년에 시진핑이 공산당 중앙위원회 총서기로 등극한 이후, 중국 본토의 인권은 급속도로 악화되고 있다고 외신들은 전했다.
휴먼라이츠워치 등의 NGO와 미국 국무부를 필두로 한 여러 정부들은 중국이 종교의 자유, 집회의 자유, 표현의 자유 등을 조직적으로 탄압하고 있다는 증거를 제시하고 있으며, 국민들로부터 주어진 사법권을 능가하는 공권력을 사용하고 있다고 말하였다. 하지만 중화인민공화국 지도부에서는 인권의 개념 자체에 대한 정의 자체를 달리하는데, 인권에 대하여 논할 때에는 국가의 발전도와 고유한 문화를 함께 연결지어 생각해야만 하고 인권에는 '사회적, 정치적, 문화적인 권리'도 함께 속한다는 것이다. 이들은 이같은 개념들을 이용하여 현재 중국의 경제성장과 더불어 인권지수도 함께 올라가고 있다고 주장하나, 이들이 사용하는 인권의 잣대가 대다수의 국제적인 기준과는 완전히 다른 개념이다. 중국 본토의 정치가들은 중국의 헌법에 정의되어 있는 '4대 기본 원칙'이 시민권보다 상위의 개념으로, 이에 의거하여 국가는 국가를 위협할 수 있는 시민들을 임의로 체포하고 구금할 수 있다는 것이다. 
수많은 인권 단체들은 중국 본토에서 자행되고 있는 인권 문제들을 국제적으로 문제 제기하는데에 힘쓰고 있는데, 주로 사형제, 2015년부터는 오직 소수민족들에게만 적용되는 한자녀 정책, 티베트 자치구의 정치적, 법적 지위, 그리고 언론의 자유 등이 주된 현안들이다. 또다른 문제들에는 독립적인 사법부의 부재, 법치주의의 부재, 적법절차의 부재 등이 있다. 그 외에도 인권 단체들은 중국 본토에서 특히 이민 노동자들을 중심으로 한 노동권이 제대로 지켜지지 않고 있다고 주장하며, 노조들의 결성도 제한되어 있다고 말한다. 또한 시골의 거주민과 소수 민족들에 대한 차별, 종교의 자유의 부재 등도 주목받고 있는데, 특히 기독교, 티베트 불교, 위구르 무슬림, 파룬궁 등이 가장 대표적인 예시로 꼽힌다. 중국 본토에서는 주로 중국인권변호사협회, 혹은 중국 인권 변호사들이 주로 이 문제들에 대하여 변호하거나 반대를 주장하지만, 이들은 종종 탄압을 받거나 체포되는 경우가 잦다.
엠네스티의 2016년과 2017년 조사 보고서에 의하면, 중국 정부는 여전히 새로운 국가보안법들을 제정하는 데에 힘쓰고 있으며, 이 법들이 개인의 자유와 인권에 심각한 문제가 되고 있다고 전했다. 한편 이에 맞서 인권 운동가들과 변호사들이 정부에 대항하여 인권을 지키려 힘쓰고 있으나, 이들은 정부 차원의 조직적인 모니터링과 구금, 징계 등을 당하며 고초를 겪는 경우가 잦다고 하였다. 이 보고서에는 경찰이 인권 운동가들을 공식 체포 절차를 거치지 않고 임의로 구금하고 있으며, 심지어는 변호사 접견도 허가하지 않는다고 전했다. 이들은 고문과 그 외의 상해의 위험에 노출되어 있다. 2015년과 2016년에는 출판사 관련 인사들과 인권활동가, 저널리스트들이 중국과 인접한 국가들에서 실종되는 사건들이 벌어졌는데, 이들이 중국에서 구금되어 있는 것으로 알려지며 중국이 초법적인 권한으로 타국의 권한을 침해하고 있다는 외신의 보도도 있었다. 2020년 6월, 거의 50명에 달하는 UN의 전문가들이 중국 정부 차원의 기본권 탄압에 대하여 심각한 우려를 표명하였으며, 특히 종교와 소수민족, 인권변호사의 경우에 심각한 탄압이 가해지고 있다고 발표하였다. 이들은 그 외에도 ‘경찰력의 남용, 시위대에 대한 공권력 강압, 경찰서에서 자행되는 여성에 대한 성적 추행 및 고문’ 등에서도 심각한 우려를 표하였다.

## 인권

### 표현의 자유
1982년 제정된 헌법에는 국민들의 표현의 자유가 보장되어 있다. 허나 중국 정부는 보통 ‘국가 권력의 약화’, 혹은 ‘국가기밀보안유지’ 등의 이유로 정부에 비판적인 개인들을 종종 감옥에 잡아넣고는 한다.
2008년 하계 올림픽 동안, 정부는 사람들에게 베이징에 있는 ‘시위 공원’에서 집회를 하고 정부에게 항위하는 내용의 시위들을 허가해주겠다고 약속했으나, 대부분의 시위 신청이 연기되거나, 중지되거나 거부당했다. 경찰은 시위를 신청한 사람들 일부를 체포하기까지 하였다. 중국 정부가 ‘국가 보안에 위협이 된다’라고 규정한 웹사이트나 인터넷 페이지들은 금순공정으로 대표되는 인터넷 차단을 통하여 철저히 가로막힌다. 또한 저작물이나 출판물들에서도 정부를 비판하는 내용은 삭제되거나 사라지기도 한다. 중국의 법에는 규정된 영토에서 그 어떠한 땅도 분리될 수 없으며, 또한 중국 공산당이 중국을 통치하는 것에 반대하는 그 어떠한 행위도 용인될 수 없다고 적혀있다. 올림픽 기간동안 해외에서 온 인권활동가들이 베이징에서 티베트의 자유를 외치며 입구를 가로막았는데, 이들은 곧바로 경찰에 잡혀갔고 얼마 지나지 않아 강제추방당했다.
중국은 인터넷 감시를 더 용이하게 하기 위하여 외국의 기업들에 대하여 비판적인 자세를 취해왔는데, 이 때문에 마이크로소프트의 Bing, 야후, 구글 차이나와 같은 기업들이 탄압을 받아 중국 시장에 발을 제대로 붙이지 못했다. 다만 야후는 중국 고객들의 비밀과 개인정보를 중국 당국에 제공하겠다는 뜻을 공개적으로 밝히기도 하였다. 2005년부터는 야후! 차이나가 개인 이메일과 IP 주소를 당국에 제공하기 시작하였으며, 한 기자는 공산당 내부문건을 외부로 유출하였다는 이유로 10년 형을 받았다. 소프트웨어 회사 스카이프의 회장 조쉬 실버만은 ‘중국 당국에 공격적인 어조의 특정 단어들이 포함된 메시지들을 차단하는 절차를 만드는 것’은 중국에서 사업을 하기 위한 ‘상식’이라고 발언하였다. 2020년 7월 20일, 공산당은 유력 부동산재벌 런지창이 당적을 박탈당했는데, 3월에 시진핑 주석을 비판한 이후 종적을 감추었고 나중에는 사법부로 넘겨져 범죄자 신분이 되어버렸다. 2020년 7월 29일에 중국 정부는 새로운 국가보안법 규정들을 도입하여 홍콩에서의 평화로운 발언과 교육의 자유, 기본권 일부들을 박탈할 야심을 드러냈다. 2020년 8월 11일에는 휴먼라이츠워치가 중국 정부에게 국가전복죄로 체포된 10명의 민주활동가들을 즉각석방할 것을 요구하였고, ‘국가전복’ 혐의를 모두 취하할 것을 요구하였다. 2020년 6월에 공산당 소속의 은퇴한 교수가 시진핑 주석을 ‘마피아 두목’이라고 불렀다. 그는 20분 가량의 동영상에서 모든 사람들이 시진핑의 노예이며, 중국에서는 현재 인권과 법이 없다고 주장하며 시진핑 주석의 퇴진을 주장하였다. 얼마 지나지 않은 2020년 8월 17일, 그는 당적이 박탈되었고 연금 지급 또한 완전 취소되어버렸다.

### 언론의 자유
전문가들은 중국 정부가 언론의 자유를 전혀 보장하고 있지 않다고 주장한다. 프리덤 하우스는 매년 실시하는 언론자유지수 조사에서 ‘자유롭지 않음’이라는 평가를 중국에게 지속적으로 부여하고 있다. 중국의 저널리스트 허칭리안은 중국의 미디어들이 공산당의 선전부에서 직접적으로 통제된다고 주장하며, 출판 전 검열은 물론 검열 위반 대상들에게 처벌을 가할 수 있다고 협박한다고 전했다. 2008년, ITV 뉴스의 존 레이 기자는 티베트의 자유를 요구하는 시위를 취재하다가 체포당했다. 심지어 2008년의 올림픽 몇 달 전에 이루어진, 외신들의 티베트 관련 취재는 중국 당국의 강한 반발을 불러왔다. 중국 미디어 인사들은 지속적으로 언론의 자유에 대한 개방성을 확대하라고 요구할 수 있는데, 한 저널리스트는 ‘만일 중국의 저널리스트들이 티베트 사안에 대하여 말할 수 없다면, 어떻게 외국의 저널리스트들이 이 문제에 대한 중국의 입장을 알 수 있겠는가?’라고 말하기도 하였다. 외국의 전문가들은 중국 내부에서는 해외의 인권 관련 사이트들 일부에 대하여 접속이 제한된다고 전하였다. 중국 해외취재기자연합은 ‘올림픽 기간 동안 중국 당국은 언론의 자유를 보장해주겠다고 말했지만, 우리 연합은 취재 도중 여러 폭력과 탄압을 마주하였다. 연합은 7월 25일에 올림픽 미디어센터가 개장한 이후 최소한 30여 개가 넘는 언론 탄압을 목격하였고, 최소 20여 개가 넘는 사례들을 현재 확인하고 있다’라고 주장하기도 하였다.
중국 당국이 여전히 상당한 영향력을 미디어계에 끼치고 있기에, 외국인들은 중국인들이 자국 내의 관련 뉴스들에 대하여 열성적으로 공산당과 국가의 정책을 지지하는 것에 대하여 크게 놀라는 경우가 많다. 다만 중국 시민들이 얼마나 중국의 공식 정책들에 신뢰를 가지고 지지하는지, 혹은 관영 미디어 매체에 얼마나 신뢰도를 가지고 있는지에 대하여는 제대로 된 조사 결과가 없다. 중국인들이 정치와 당에 대하여 얼마나 공신력을 부여하는지에 대하여 조사한 결과, 중국인들은 당과 미디어의 그물을 걸러져 들어오는 뉴스들에 대하여 상당수 그대로 수용하지만, 일부는 믿지 않기도 한다고 전해졌다. 이러한 모순된 결과는 중국 시민들이 언론이 얼마나 정부의 영향력을 받고 있는지에 따라서 어느 정도 정보를 걸러듣는다는 것으로 해석될 수 있다.
2012년에 UN 인권상임이사들은 중국 당국이 미디어에 대한 통제를 일부 완화할 것을 촉구하였으며, 특히 티베트 문제와 관련하여 독립적이고 지속적인 국제 감시단을 파견하여 평화롭고 항구적인 방법으로 해결할 수 있도록 요구하였다. 허나 중국 당국은 당연하게도 이 요구를 받아들이지 않았으며, 태도의 변화도 전혀 없었다. 2020년 3월에 중국은 뉴욕 타임스, 워싱턴포스트, 월스트리트 저널 등 유력 외신들의 기자들을 쫓아냈는데, 이는 미국이 자국의 관영매체의 직원들을 마치 외교관처럼 정치적으로 대우했다는 이유였다.

#### 인터넷의 자유
중국 본토에 적용되는 인터넷 규제만 해도 벌써 60개가 넘어가며, 이들 중 대부분이 ‘불순한’ 정보들이 중국 내부로 들어오지 못하도록 인터넷을 지속적으로 모니터링하고 감시하는 역할을 한다. 이러한 정책들은 주로 국영 인터넷 서비스 기업, 회사, 조직들이 주도한다. 중국 공산당의 인터넷 통제는 세계 그 어떠한 나라보다 광범위하고 조직적으로 이루어지고 있으며, 특히 금순공정으로 대표되는 인터넷 검열은 중국 당국이 모든 온라인 채팅 서비스, 이메일, IP 주소, 그리고 모든 검색 기록들을 들여다볼 수 있게 허용한다. 그들은 이를 이용하여 사람들의 주소와 현 위치도 파악할 수 있다. 엠네스티는 중국이 ‘세계에서 가장 많은 수의 저널리스트들을 구금하고 있다.’라고 주장하였으며, 파리에 본부를 둔 국경없는기자회는 2010년과 2012년에 ‘중국은 세계에서 가장 거대한 네티즌들의 감옥’이라고 표현하였다. 가장 대표적인 검열의 예로, 2013년에 1989년의 천안문 사건이 일어난 지 정확히 24년 후, ‘천안문 광장’이라는 검색어는 당국에 의하여 철저히 검열받기 시작하였다. 엠네스티의 보고에 의하면 당국의 인터넷, 대중매체, 학교에 대한 통제가 점점 강화되고 있으며, 종교의 자유에 대한 억압도 갈수록 심해지고 있다고 전했다. 
중화 인민 공화국에서는, 보도는 신화통신사, 인민일보, 중국중앙방송 등의 보도 기관이 세계적으로 알려져 있다.개혁 개방 이후는 신문은 타블로이드지가 폭발적으로 증가해 텔레비전은 지방국이 다수 개설되었다(키국은 CCTV 뿐이다). 그 때문에, 상기의 3 대 보도기관의 영향력은 상대적으로 저하되고 있다. 한편, 신흥 보도 기관은 중소 다수로, 치열한 경쟁을 하고 있다. 그 때문에, 대중의 호기심을 자극하는 논평으로 대중의 관심의 높은 일을 보도하지만, 정부에의 비판적인 보도는 당국으로부터 「정돈」이라고 불리는 수정이 명령되는 것이 많다. 그 때문에 위와 아래를 보면서 보도하고 있다는 이야기가 있다. 또, 체제 비판을 할 수 없기 때문에 그 비난의 화살을 일본을 시작으로 하는 외국에 대한 비판을 향해 있다는 이야기도 있다.

### 결사의 자유
중화인민공화국은 일반적으로 결사의 자유를 보장하지 않는다. 노동조합과 정당의 자유로운 선택의 자유 또한 보장하지 않는다. 세계인권선언의 20조와 23조에 의하면 모든 노동자들은 노조를 자유롭게 선택하고 참여할 자유가 있고, 고용주를 상대로 자신의 이익을 보호하고 파업 등의 행동으로 집단 행동을 벌일 수 있다. 중국의 경우, 나치 독일 시대에 존재했던 어용노조 독일노동전선과 비슷한 사례로 꼽을 수 있다. 중화전국총공회(中华全国总工会)가 전국의 노조 활동을 독점적으로 총괄하고 있으며, 중국 공산당의 지배를 받는 사실상의 어용 조직이다. 이는 국제노동기구 협약의 87조와 98조에 어긋나며, 결사의 자유와 단결교섭권에 위배된 사항이다. 중화전국총공회의 지도부는 회원들에 의해 뽑히는 것이 아니고, 국가와 자본가들의 입김에서 전혀 자유롭지 못하다.
중국 공산당이 거의 중국의 정치를 독점하다시피 하고 있기에, 선거를 통한 정당들 간의 자유로운 경쟁이 이루어지는 것은 거의 불가능하다. 이는 ‘만인은 직접 혹은 자유롭게 선택된 대표들을 통하여 자신들의 정부에 참여할 수 있는 권리가 있다’라고 명시한 세계인권선언 21조 1항의 정신에 위배된다. 

### 종교의 자유
1960년대와 70년대 사이에 일어난 문화대혁명 기간 동안, 특히 마오쩌둥이 직접 주도한 ‘4대 구습 타파’라는 명목 하에 모든 종류의 종교가 탄압을 받았다. 많은 종교 건물들이 약탈당하거나 파괴당했다. 문화대혁명의 광기가 지나간 이후에는 점차 다시 이 피해들을 회복하고 되살리려는 시도가 있었고, 이에 따라 역사적, 종교적 명소도 일부 회복되었다. 2014년에 실시된 국제 종교의 자유 조사에 의거한 결과에 따라, 미국 국무부는 중화인민공화국을 다음과 같이 비판하였다.
종교의 자유에 대한 중국 당국의 준칙이 국제 인권 협약에 전혀 미치지 못하고 있으며,,, 중국 당국은 여러 종교적 신념과 행사에 관하여 다수의 종교계 인사들을 탄압, 구금, 체포, 혹은 수감하고 있다. 중국에서 탄압받는 행위들에는 종교적 숭배를 위하여 모이는 것, 공적 혹은 사적으로 개인적인 종교적 신념을 표현하는 것, 종교적 출간물들을 펴내는 것 등이 있다. 또한 구금 기간 동안 신체적 학대와 고문이 있었다는 증거도 있다.— 미국 국무부

1982년에 제정된 중화인민공화국의 헌법에는 국민들이 원하는 모든 종류의 종교를 믿을 권리가 명시되어 있다.
중화인민공화국의 인민들은 종교의 자유를 향유할 권리를 지닌다. 그 어떠한 국가 단체, 공공 조직 혹은 개인이 타인에게 특정 종교를 믿거나 믿지 말라고 강요할 수는 없다. 또한 종교를 믿거나 믿지 않는다는 이유로 인민들을 차별할 수도 없다. 국가는 정상적인 종교 활동들을 보호해야 한다. 그 어떠한 개인도 공공 질서를 훼손하거나, 인민들의 건강을 해치거나 국가의 교육에 간섭하기 위한 목적으로 종교를 이용할 수는 없다. 종교 단체들과 그 관련 사안들은 그 어떠한 국제적인 공조의 대상도 될 수 없다.— 중화인민공화국 헌법

중국 공산당은 공식적으로 무신론을 채택하고 있고, 당원들 또한 무신론자여야 하지만 강압적인 것은 아니라서 몇몇 당원들은 여전히 종교적인 행사를 지원하거나 참석하기도 한다.

#### 기독교
중국 당국은 모든 공인된 종교들에 대하여 확고한 영향력을 유지하려 하는데, 세계 1위의 종교인 기독교도 이에서 벗어날 수 없다. 중국의 합법 기독교단체는 삼자애국운동과 중국천주교애국회, 이 두 단체 밖에 없는데, 특히 중국천주교애국회는 교황과 바티칸의 통제를 받지 않는 이적 단체와 유사하여 교황의 비난을 듣기도 하였다. 이들이 통제하지 않는 나머지 교회들은 모두 불법으로 규정되며, 중국 당국 차원에서 ‘지하교회’라고 불리며 경찰의 대대적인 탄압을 받고 있다. 2007년에 중국천주교애국회는 작고한 푸티에샨 주교를 대신하기 위하여 새로운 베이징 주교를 선출하였다. 보통의 경우 주교는 교황이 임명하기에, 교황청과 세계 가톨릭은 중국에서 자체적으로 선출한 주교를 정식 주교로 인정하지 않는다. 교황 베네딕토 16세는 중국을 공식 가톨릭의 힘이 미치지 못하는 곳으로 보며, 국가가 교회와 성당을 완전히 장악하고 있다는 점에서 정식의 교단으로 인정하지도 않는다.
2018년 1월 초에는 중국 당국이 산시성에 있는 교회들을 일소하였는데, 이 때문에 중국 기독교인들 사이에서 종교 박해에 대한 두려움이 퍼져나가기도 하였다.

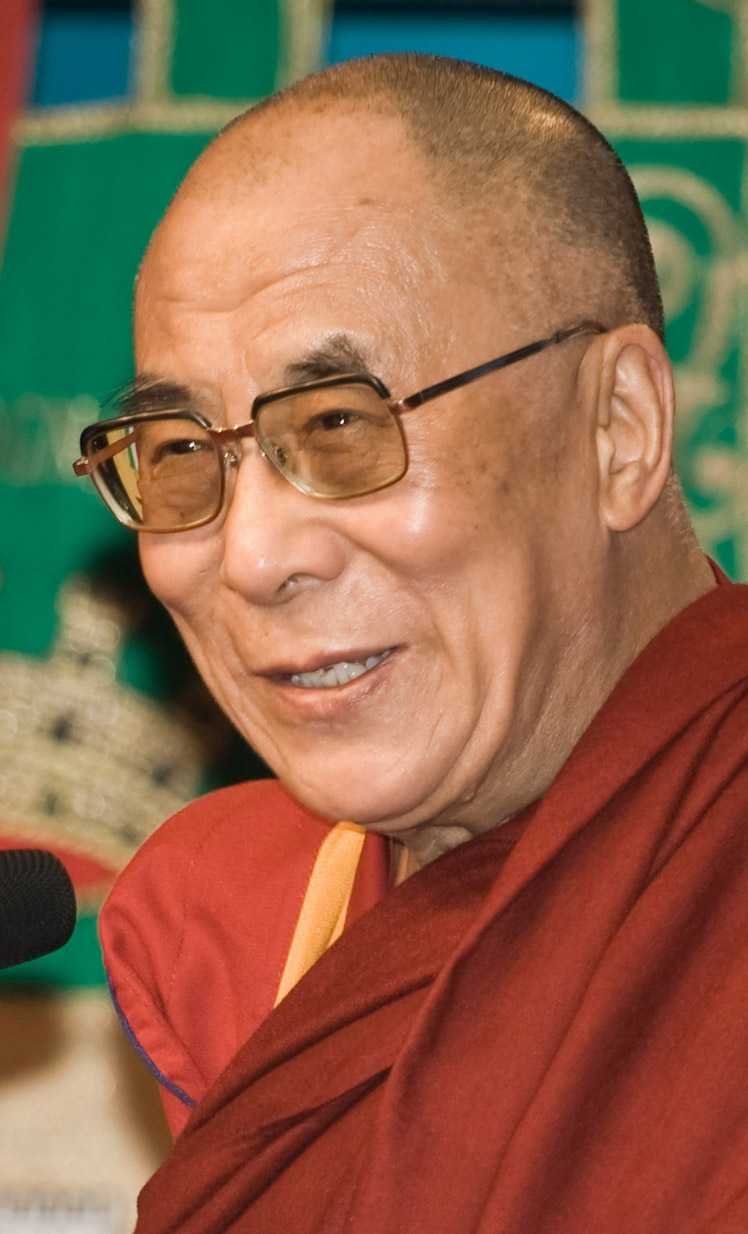
티베트의 정신적 지주인 달라이 라마 14세

#### 티베트 불교
달라이 라마는 티베트 불교에서 가장 중요한 승려이자, 곧 정신적 지주이다. 전통적으로 티베트에 거주하며 티베트인들을 이끌어왔으나, 중국이 티베트를 강제 점령하고 합병하여 현재 달라이 라마 14세는 인도의 다람살라에 망명하여 티베트의 독립을 외치고 있다. 중국 당국은 2007년 9월 1일에 ‘환생제도가 성립된 청나라 시대 이래, 티베트에서는 그 어떠한 생불도 정부의 허가 없이는 환생이 불가능하다’라는 발표를 하였다. 중화인민공화국에서는 티베트 불교의 2인자인 판첸 라마를 임명하기도 하였는데, 티베트인들은 이를 중국의 꼭두각시로 여기고 국제사회에서도 티베트를 효과적으로 점령하기 위한, 국제인권협약에 위배되는 탄압 행위로 여기고 있다. 중국이 1998년 이래 티베트에 가한 종교 박해 정책들은 다음과 같다.
- 불교의 영향력을 줄이기 위하여 승려의 수를 제한한다.
- 달라이 라마 14세를 공개적으로 비난하여 정신적으로 깎아내린다.
- 사찰에서 공인받지 않은 승려들은 모두 쫓아낸다.
- 승려들에게 중국을 찬양하는 내용의 문서들을 다수 제작하게 강요한다.
- 18세 이전에 불교에 출가하는 것을 금지한다.

달라이 라마 14세가 미국 의회로부터 메달을 수여받은 것을 축하한 티베트 승려들은 중국 당국에 의하여 구금되었다. 2012년 11월에 UN 인권상임위는 중국 당국에게 티베트에서 자행되고 있는 인권탄압들을 중지하라고 요구하였다. 현재 티베트에서는 승려들이 분신자살을 하면서까지 절박하게 종교의 자유를 요구하고 있다. 엠네스티에서는 이외에도 신장위구르 자치구의 티베트인들 거주 지역에서도 여전히 탄압이 이루어지고 있다고 전했다. 

#### 위구르 무슬림
중화인민공화국 헌법 36조에는 시민들에게 종교의 자유를 보장하며, 소수 민족들에게도 이 권리를 보장한다고 명시되어 있다. 허나 신장위구르 자치구에 살고 있는 위구르족의 경우, 중국 당국은 현재 이들이 주로 믿는 이슬람교에 강력한 통제를 가하고 있다. 중국 당국이 위구르에게 가하는 탄압 조치는 다음과 같다. 
- 공식적인 이슬람 행사는 정부가 주관하는 모스크에서만 이루어져야 한다.
- 18세 이하의 위구르 청소년들은 모스크에 출입할 수 없고, 학교에서 기도드리는 것도 금지된다.
- 종교에 대한 공부는 오직 정부가 지정한 특수 학교들에서만 가능하다.
- 정부에서 파견나온 공무원들이 주기적으로 모스크 예배 시간에 참석하여 감시한다.
- 여성들이 스카프를 써 이슬람식으로 머리를 가리는 것을 금지하고, 남성은 이슬람식으로 수염을 기를 수 없다.
- 전통적인 이슬람식 이름의 사용도 금지한다.

2001년에 일어난 9.11 테러 이후, 중국 당국은 신장위구르 자치구에 살고 있는 무슬림들을 잠재적인 테러리스트 분자들로 분류하기 시작하였다. 중국의 반테러법은 종교를 극단주의와 연결시키며, 이 때문에 특히 위구르족에 대하여 종교적인 탄압을 가하는 경우가 많다. 2012년에 시진핑이 새로운 중앙위원회 총서기로 등극한 이후, 수 백만 명에 달하는 무슬림들이 재교육 캠프에 수용되었으며, 변호사의 접견과 재판도 거부되었다. 이 캠프들에서 무슬림들은 자신들의 신념과 종교적 믿음을 포기하도록 강요받으며, 대신 중국 공산당에 대한 충성심을 강제한다. 이 캠프는 현재에도 급격히 규모가 커지고 있으며, 법적인 공문서, 혹은 합법적인 사법 절차도 이루어지지 않고 있는 실정이다. 중국 관료들은 관영메체들을 통하여 이러한 폭력적인 조치들이 분리주의와 이슬람 극단주의에 대항하는 방법일 뿐이라고 해명하고는 한다. 
2020년 7월 19일, 영국의 도미닉 라브 외무장관은 중국 당국에게 위구르인들에게 가하고 있는 인권탄압을 중지할 것을 요구하였다. 그는 영국이 중국과의 좋은 관계를 원한다고 언급하였으나, 하지만 신장에 강제적인 국민개조와 대규모 재교육 캠프가 들어서 있는 한은 그럴 수가 없다고 주장하였다. 지난 수십년 동안 수백만 명에 달하는 위구르인들이 강제로 재교육 수용소에 잡혀 들어간 것으로 추정한다.
2020년 7월 28일에는 미국 정부와 몇몇 인권 단체들이 세계 유수의 기업들에게 압박을 넣어 인권 탄압이 여러 해동안 공공연히 자행되고 있는 중국 신장 지역과 경제적인 연계를 끊으라고 압박을 넣었다. 위구르와 다른 무슬림 소수 민족들은 강제 수용소로 끌려들어가 강제 노동을 당하고 있는 것으로 전해졌다.

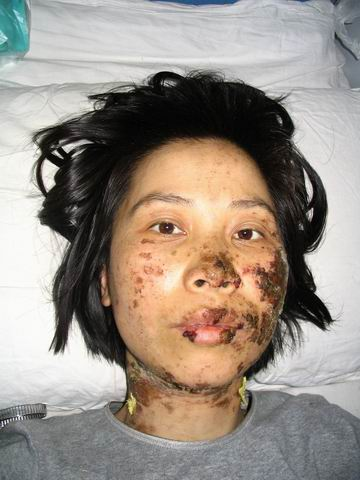
중국 공안에 고문당한 파룬궁 수련자의 모습

#### 파룬궁
1990년대에 파룬궁이 급격히 세를 불린 이후, 장쩌민 주도 하의 중국 공산당은 이를 권력에 대한 위협으로 보고 1999년 7월 20일에 파룬궁을 공식적으로 불법화하였다. 초법적인 권한을 가지는 6-10 사무실이 개설되었고, 파룬궁에 대한 탄압을 대대적으로 진행하였다. 당국은 관영매체, 경찰, 법원, 군대, 학교, 사회 등 모든 가용한 수단들을 동원하여 파룬궁에 대한 탄압을 실시하였다. 이 정책은 텔레비전, 신문, 라디오, 인터넷을 통한 대대적인 프로파간다를 통하여 실시되었다. 외신들은 조직적인 파룬궁 신자들에 대한 탄압에 대하여 보도하였고, 강제 수감, 강제 노동, 장기 강제 적출, 심리적 학대, 파룬궁 신도들에 대한 강제 전향 등 여러 조치들을 통하여 탄압을 하고 있다.
외국 전문가들은 최소 몇 만명, 최대 몇 백만 명에 달하는 파룬궁 수련자들이 ‘노동재교육캠프’에 수감되어 종교적 신념을 포기하도록 재교육을 받는다고 주장하고 있다. 이전에 캠프에 수감되어 있던 수감자들은 노동캠프에서도 특히 파룬궁 수련자들이 ‘가장 긴 형벌과 최악의 대우’를 받는다고 증언하였고, 파룬궁 수련자들이 대대적으로 갇혀있는 수용시설들이 대부분이라고 전했다. 2009년 기준, 최소한 2,000여 명에 달하는 파룬궁 수련자들이 처형수용소에서 고문당해 죽었으며, 어떤 전문가들은 이보다도 많은 수의 수련자들이 죽음을 맞았을 것이라고 예상한다. 국제 전문가들과 사법기구들은 파룬궁에 대한 탄압을 ‘대학살’이라고 표현한다. 2009년에 스페인과 아르헨티나 법원들은 파룬궁 탄압과 관련된 중국의 인권탄압에 대하여 몇몇 중국 고위 관료들을 기소하였다. 

##### 장기 적출
2006년에 일어난 한 조사에 의하면, 중국이 자국의 장기 시장의 수요를 충족시키기 위하여 당국의 말을 듣지 않는 파룬궁 수련자들의 장기를 직접 적출하여 사용한다고 주장하였다. 2008년 UN 특별조사관은 "2000년 이후 중국에서 일어난 급격한 장기 공급량과 파룬궁 수련자들의 장기를 강제로 적출한다는 의혹 간의 상관관계에 대하여 중국 정부가 공식적으로 해명해야 한다"고 주장하였다. 키구르-마타스 조사에 의하면 2000년과 2005년 사이에 적출된 41,500여 개의 장기들이 소재가 불명이라고 주장하고 있으며, "이러한 장기들이 원하지 않는 파룬궁 수련자들에로부터 대대적인 조직적 적출로 인하여 공급되고 있을 것이라고 추정한다"라고 밝혔다. 에탄 구트만은 100명이 넘는 수감자들을 직접 인터뷰하여 증언들을 녹취하였고, 2000년과 2008년 사이에 최소 65,000여 명에 달하는 파룬궁 수련자들이 강제로 장기를 적출당하기 위하여 죽임을 당했다고 주장했다.

### 정치의 자유
중국은 시민적 및 정치적 권리에 관한 국제규약에 참여하였으나, 비준하지는 않았다. 법적으로 18세가 된 모든 중국 국민들은 민족, 인종, 성, 재산, 종교, 가문, 교육, 거주 등에 상관없이 선거권과 피선거권을 부여받는다. 다만 헌법에 따라 법을 어긴 사람들에게는 이 권리가 박탈될 수 있다.
마오쩌둥 시대의 중국에서는 공산당이 모든 정치적 야당 세력들을 탄압하였다. 이같은 관습이 현재까지도 굳어져내려왔고, 현재는 공산당의 통치에 반대하는 소규모의 그룹들을 집중적으로 찍어누르고 있다. 중국에서 일어난 가장 최근의 민주화, 정치적 자유를 요구한 움직임은 1989년에 일어난 천안문 사건으로 탄압받았고, 대략 200여 명에서 최대 10,000여 명까지 사상자가 발생하였다. 1992년 11월에 192명의 중국 정치활동가들과 민주 열사들이 16차 중국공산당 대표대회에 탄원을 넣어 민주적, 정치적 개혁을 촉구하기도 하였다. 총 6개의 요구안들이 담겨있었는데, 이에는 자유권 규약을 비준할 것 등이 속해있었다. 중국 당국은 이 탄원서를 제출한 자들을 잡아들이는 것으로 대응하였으나, 여전히 당시 참여했던 인사들을 구금하고 있다.
2008년 10월에 중국 당국은 유럽 의회가 정치적 자유를 위해 힘쓴 사람들에게 수여하는 사하로프상을 중국의 인권운동가 후지아에게 수여하자 이를 거부하였고, ‘감옥에 갇힌 범죄자에게 중국의 계속된 반대에도 불구하고 상을 수여하는 것은 중국에 대한 내정간섭’이라고 강력히 비난하였다. 중국 당국이 현재 예전만큼 개개인들의 삶을 간섭하거나 통제하려들지는 않으나, 사람들이 공적으로 말하는 것에 대하여 면밀히 감시하는 것은 지속하고 있다. 인터넷 사이트들은 엄격히 감시되며, 국제 메일과 이메일 등도 감시의 대상인지라 가끔씩은 발송이 연기되거나 아예 사라지기도 한다.
지방 관료들은 선거를 통하여 선출되며, 심지어 중국공산당 당적이 아닌 후보들도 출마할 수 있다. 허나 이들은 선거 과정에서 임의적으로 자격을 박탈당하거나 여론 조사에서도 제외될 수 있으며, 선거 유세 과정에서도 심한 제약의 대상이다. 프리덤 하우스는 중국에게 6점, 즉 가장 최하위 점수보다 한 단계밖에 높지 않은 점수를 부여하며 중국의 열악한 정치적 자유 실태를 비판하였다. 2011년에 프리덤 하우스는 중국의 정치 상황에 대하여 다음과 같이 말했다.

중화인민공화국의 자치구

2012년에 중동 전역에서 정부들이 흔들리고 권위주의적인 정권들에 대한 대중들의 반발이 심해짐에 따라, 현 중국의 공산 정권은 2011년부터 시민 통제와 권력에 대한 집착을 줄이려는 태도를 보이고 있지 않다. 사형제와 도시 재분배에 대한 몇몇 법적 진보가 있기는 하였으나, 정권은 보안력을 확충하고 초법적인 억압을 실행하는 동시에 이전의 법치주의와 관련된 개혁들을 중지시키거나 심지어는 퇴보하는 모습을 보이고 있다. 1년 동안 부정부패와 불의에 대한 대중들의 분노는 수 만개의 항의시위들을 촉발했고, 여러 온라인 상에서의 비판을 초래하였다. 하지만 당은 오히려 내부결속과 정보기관들에 더 큰 힘을 쏟고 있으며, 여러 인권 변호사들과 블로거들이 이유없이 조직적으로 실종되고 온라인 미디어에서도 중국 당국의 입김이 강해지고 있다.— 프리덤 하우스

#### 분리 독립
중국에서는 현재 주로 내몽골, 티베트, 신장 지역이 독립을 꾀하고 있다. 이들 지역에서는 중국 인구의 대부분을 차지하는 한족이 아닌 몽골족, 티베트인, 그리고 위구르인들이 주로 모여살고 있기에, 베이징의 중앙정부에 대한 반발이 상대적으로 커 스스로의 자치 정부를 세워 독립하고자 하는 것이다.
중국 정부는 1910년대 초반부터 이 지역들과의 연계를 강화해왔다. 중화민국의 첫 총통이었던 쑨원은 동남 지역에 살고 있는 한족들을 대거 북서부 지역으로 이주시켜 소수민족들의 저항을 꺾어버리자고 말한 바 있다. 쑨원은 이 계획을 실행에 옮기기 전에 권력을 잃었으나, 그의 정치적 후계자인 장제스가 이 계획을 물려받았다. 그는 1945년 이전까지 이 지역에 대한 교육 정책을 강화하여 중국인 동화 정책을 펼쳤으며, 자결주의보다는 중국에 의존하도록 만들었다. 장제스가 타이완섬으로 국부천대하고 마오쩌둥 하의 중화인민공화국이 들어서자, 소수 민족들은 그 혼란기 동안 거의 자치적으로 살았으며 몽골은 1921년에 독립 국가로 건국되기도 하였다. 또한 신장 지구는 1955년에는 자치구가 되었다.
티베트, 몽골, 신장의 독립은 중국 공산당의 엄격한 탄압 하에 1950년대부터 빛을 잃어가기 시작했다. 중국은 내몽골, 티베트, 신장을 다시 강제로 재편입시켰고, 이때 이 자치구들에서 여러 시위들과 폭동이 일어났으나 중국 당국은 이를 무력으로 진압하였다. 이 시기 이후, 자치구들의 독립 움직임은 당국의 혹독한 감시 하에 점차 잦아들기 시작하였고, 독립 지도자들은 해외로 망명하거나 신분을 숨겨가며 살아야만 하였다.
현재 가장 독립 움직임이 거센 곳은 무슬림-터키계 인구가 많은 신장 자치구이다. 중국의 대부분을 이루는 한족과는 거의 문화적, 역사적, 언어적 유사성이 없기에 더더욱 이러한 움직임에 가속이 붙고 있는 것이다. 덩샤오핑 주도 하에 중국 당국은 신장 주민들에게 대학을 세워주겠다고 약속하거나 한자녀 정책 완화, 증가된 정부 보조금 등을 통하여 이들을 진정시키려 노력하였다. 또한 무슬림계 인구들이 종교를 배우거나 모스크 짓는 것을 금지함으로써 종교가 독립 움직임에 끼치는 영향력을 최소화해버렸다. 이 때 중국 당국에서 신장에 살고 있는 소수 민족들에게 상대적인 지원을 해주었기 때문에, 많은 한족들은 위구르인들이 정부에게서 많은 지원을 타먹는다고 여기기 시작하였고, 소수민족들에 대한 편견을 가지기 시작하였다. 1997년 2월에 카자흐스탄과 신장 자치구 사이에서 폭동이 일어난 이후, 12명에 달하는 독립 지도자들이 처형당했고 나머지 27명은 체포되거나 구금당했다. 게다가 200명에 달하는 위구르인들이 죽임을 당했고 2,000여 명의 위구르인들이 체포당했다. 2008년에 티베트 라싸에서 일어난 폭동, 그리고 2009년 7월에 신장 우르무치에서 일어난 폭동들도 이와 비슷하게 중국 정부의 폭정에 반발하여 일어난 시위로 해석이 가능하다. 중국 정부는 직후 정치적 영향력을 더욱 강화하였으며, 외신 기자들의 출입을 통제하며 외국 주재 기자들의 가족들을 볼모로 협박하는 방식으로 분리 운동을 억누르고 있다.

### 집회의 자유
중화인민공화국 헌법 35조에는 집회의 자유가 보장되어 있다. 허나 51조에는 ‘국가의 이익에 맞지 않는 것은 불허한다’라는 내용이 적혀있어 집회의 자유를 크게 제한하고 있다. 씨에쌍과 같은 인권 운동가들은 항의 시위, 미디어, 변호사 등의 방법들을 동원하여 중국의 인권 증진을 위하여 힘쓰고 있다. 허나 그는 이 과정에서 그가 중국 당국에 의하여 심리적, 신체적으로 고문당했으며, 그 과정에서 수많은 협박들을 받았다고 증언하였다. 그는 심문관들이 ‘나는 너를 죽을 때까지 고문할 수 있고, 그 아무도 너를 도와주지 않을 것이다’라고 말했다고 증언했다.

## 사형제
엠네스티에 의하면, 1990년대 동안 중국에서 처형당하거나 사형 선고를 받은 사람들은 중국을 제외한 세계 전체보다 더 많다고 전한다. 공식적으로 중국 본토에서 현재 사형은 오직 연쇄살인과 같은 가장 심각하고 중대한 범죄들에만 적용될 수 있으나, 당국은 여전히 마약 밀수와 같은 경우에도 사형제를 적용하고 있다. 중국은 그 어떠한 국가들보다 더 많이 공식적으로 사형을 선고하는 나라이지만, 가끔씩 이란이나 싱가포르가 공식적인 처형 실시 비율로 보면 더 높을 때가 있다. 엠네스티 등 공신력있는 NGO들에 의하면, 중국이 비공식적으로 집행하고 있는 사형 횟수들을 더하면 공식적으로 밝혀진 것보다 훨씬 더 많다고 한다. 2009년에는 대략 5,000여 명의 사람들이 중국에서 처형당했다고 조사 결과가 나왔으며, 이는 전세계 나머지 국가 모두를 합쳐도 그보다 더 많은 수치이다. 다만 공식적인 수치는 국가기밀로 분류되어 공개되지 않는다.
중국 당국은 최근 들어서는 사형 선고를 줄이려고 노력하고 있으며, 사형 실시도 이전에 비하여 감소세를 보이고 있다. 2011년에 전국인민대표대회에서는 사형 선고 횟수를 68번에서 55번으로 감축하기로 합의하였다. 같은 해에 얼마 지나지 않아 최고법원에서는 하급법원들에게 사형 실시를 최대 2년 간 미루도록 하였고, 오직 ‘극도로 심각한 범죄를 저지른 소수의 범죄자들에게만 적용하도록’ 명령하였다. 사형은 중국 역사적으로도 오형에 들어가며 법정 최고형의 지위를 가지고 있었으며, 중국 철학적으로는 보통 법가에서 이를 지지하였다. 허나 범죄자의 교화와 사회 적응을 우선시한 유교의 영향으로 사형을 포함한 형벌의 영향력은 점차 줄어드는 추세였다. 공산주의의 경우, 블라디미르 레닌은 사형제 유지를 주장하였으나 카를 마르크스나 프리드리히 엥겔스는 사형제가 자본주의와 봉건제의 잔재이며 폐지되어야 한다고 여겼다. 공산당의 주석이었던 마오쩌둥은 사형제를 법적으로 존속시켰고, 반혁명분자들에게만 제한적인 목적으로 사용될 것이라고 공언하였다. 개혁가 덩샤오핑 또한 사형제를 폐지하지 않았으며, 대신 부패한 관료들이나 고질적 상습범에게 확대 적용하라고 명령하였다. 그 외에도 소수 정당, 반공산 정당들도 사형제의 대상이다. 덩샤오핑과 마오쩌둥 둘 다 사형제가 대중들의 지지를 받는다고 보았고, ‘인민들의 분노를 표출하는 방법’의 일환으로 여겼다.
중국 본토에서 사형제는 광범위하게 실시되고 있고, 특히 잔혹범죄인 경우가 잦다. 또한 정부, 공공 시민단체들도 사형제의 폐지를 공공연히 주장하지 못한다. 1995년에 중국 사회과학원에서 조사한 결과에 의하면, 95%에 달하는 국민들이 사형제를 지지하였다고 발표하였다. 2007년의 여론 조사에서, 후난성과 광동성의 경우에는 대략 58% 정도의 국민들만이 사형제를 지지하였고, 평균적으로는 63.8%의 국민들이 사형제가 여전히 국가 안전을 위하여 필요하다고 조사되었다. 총 46종의 범죄들이 사형제의 적용 대상인데, 주로 횡령이나 부패, 세금 탈세 등이 포함된다. 사형 방법에는 독극물 주사나 총살이 있다. 중국 경찰이 보통 형을 집행하며, 집행 시간은 보통 아침 10시 정도이다. 중국에서는 사형 판결도 여론에 따라 번복되거나 재심될 수 있다. 2003년에 지방 법원이 범죄조직 두목에게 사형에 집행유예 2년을 선고하자, 형이 너무 가볍다는 여론이 빗발쳤다. 결국 대법원이 다시 재심을 맡았고, 이번에는 사형이 선고되어 즉결집행당했다.

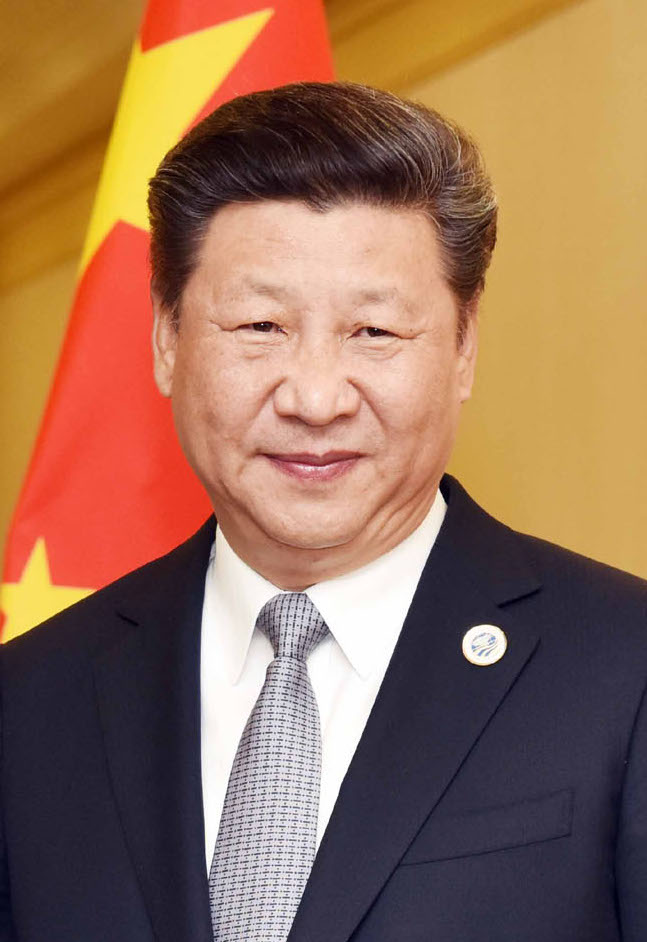
시진핑 주석은 신장 자치구에 강제 수용소 건설을 명령하였다.

## 소수 민족
중국에는 총 55개의 소수민족들이 있다. 중국 헌법 4조에는 ‘중화인민공화국의 모든 인민들은 동일한 권리를 가진다’라고 적혀있고, 정부는 자신들이 소수민족들의 교육을 향상시키기 위하여 힘쓰고 있으며 지방 정부에 그들의 이익을 대변하도록 한다고 주장한다. 아직 소수민족으로 인정받지 못한 부족들도 있다. 1964년의 통계 결과, 총 183개의 부족들이 소수민족으로 인정받기 위하여 신청서를 제출하였으나 그들 중 오직 54개만이 공식적으로 인정받았다.
어떤 정책들은 역차별을 일으키기도 하는데, 특히 특정 지방에서는 한족이나 타 지역의 소수민족들이 특정 지방의 토착민들보다 더 못한 대우를 받기 때문이다. 비슷하게 우선 고용, 정치적 승진, 신용 대출 등의 측면에서 소수민족들에게 적극적 우대조치를 해주어 타 사람들에게 간접적인 차별이 일어나기도 한다. 대학들은 보통 소수민족들을 위한 입학처를 만들어두며, 시험에서 타 신청자에 비하여 점수가 낮더라도 합격하는 경우가 있다. 소수 민족들은 주로 한족을 대상으로 한 한자녀 정책에서 예외가 되곤 한다. 정부는 티베트와 위구르에서 독립 요구자, 시위 주동자, 테러리스트 등을 중심으로 강력한 처벌을 내린다. 2007년 미국은 관타나모 항에 있는 5명의 위구르인들을 중국에 인도하기를 거부하였는데, 가장 큰 이유는 ‘위구르인들에 대한 중국의 불합리한 대우’였다. 2007년 미국의회의 연례 보고서에, 중국  정보가 ‘이 지역으로 사람들이 이민오는 것을 장려’한다고 적혀 있었다. 중국 공산당의 최고 지도자인 시진핑은 2014년 4월에 중국이 국가 안보에 증가하는 위협을 마주하고 있으며, 테러리스트 방지 차원에서 소수 민족들을 더 거칠게 다룰 수 있을 것이라고 말했다. 신장에서 우루무치 운전면허 발급청은 모든 위구르인들과 카자흐인들에게 면허를 발급해주기전에 뒷조사를 하는 것을 의무화하였다.
2019년 3월, 미국 국무부는 중국이 1930년대 이래 중국이 소수민족 무슬림들을 국가차원에서 탄압하고 있다고 전했다. 중국은 신장 자치구에 백 만명에 달하는 위구르인들을 강제 수용소에 가두고 있으며, 22개의 각국 대사들이 UN에 서한을 보내 중국 내 위구르인들의 열악한 실태를 비판하였다. 다양한 인권 단체들과 외교관들은 이들이 갇힌 ‘캠프’들이 ‘강제 수용소’라고 단언하였으며, 무슬림 위구르와 다른 소수 민족들이 이 곳에 갇혀 중국의 한족 문화에 동화되도록 만든다고 전했다. 이 서한에는 중국이 ‘위구르인들과 신장 자치구에 있는 무슬림, 소수민족들의 독립적인 움직임에 임의적인 처벌과 규제를 가하는 것을 멈추라’고 적혀있었다. ‘차이나 케이블’이라고 불리는 유출 문서에는 강제 수용소의 삶이 어떤지 나와있다. 이 자료에는 어떻게 탈출을 방지하는지, 위구르인들을 어떻게 감시하는지, 규율을 어떻게 잡는지 등등이 나와있었다. 수용소에서 중국은 위구르인들에게 중국어를 가르치며, 중국 문화를 강요한다. 몇몇 전문가들은 이 곳에서 자행되고 있는 일이 한족식으로 동화시키는 것이 목적이 아닌, 중국 공산당에 충성하도록 하는 것이 목적이라고 주장하기도 한다. 많은 중국 관료들은 이러한 주장들을 묵살하거나 받아들이지 않는다. 이들은 이 수용소들이 그저 ‘자발적인’ 교육 센터이며, 궁극적인 목표는 그저 테러리즘 등을 없애는 의도라고 주장하였다. 

## 국제적 악영향
중국 정부는 수단, 미얀마, 짐바브웨, 이란, 조선민주주의인민공화국 등의 나라들과의 관계를 깊게 하고 있다. 미국은 이러한 나라들을 인권이나 그 외의 문제로 비난 하는 일이 있다.중국 정부의 움직임은, 미국이 이러한 나라들에 제재를 더해 관계가 동결하고 있는 것을 이용한 것이라고 지적되고 있다.
수단과 이란과의 관계 강화는 에너지 공급을 목적으로 하고 있어 미얀마와의 관계 강화는 인도양에의 발판을 목적으로 하고 있다. 중국은 이러한 문제 국가와의 관계를 유지하기 위해서, 예를 들면 수단의 다르푸르 분쟁의 대량 학살을 묵인하며 이 사건에 대한 국제 개입에 반대하고 있다.그 때문에 미국의 지식인이나 매스컴은, 중국 정부를 「자유와 인권의 적」으로서 빈번히 비판하고 있다. 최근에는 미국의 스티븐 스필버그 감독이, 중국의 다르푸르 문제에 있어서의 입장을 비판하고, 2008년 하계 올림픽의 개회식·폐회식의 예술 어드바이저를 사퇴했다.

## 같이 보기
- 중화민국의 인권
- 조선민주주의인민공화국의 인권
- 대한민국의 인권